# Тегінг-ам-Інн
Тегінг (нім. Töging) — місто в Німеччині, розташоване в землі Баварія. Підпорядковується адміністративному округу Верхня Баварія. Входить до складу району Альтеттінг.
Площа — 13,66 км2. Населення становить 9249 ос. (станом на 31 грудня 2020).